# Antal Imre (történész)
Antal Imre (Gyimesközéplok, 1931. június 6. –) magyar helytörténész.

## Életútja
A csíkszeredai középiskola elvégzése után a Bolyai Tudományegyetemen szerzett tanári diplomát, majd doktori címet a csíki közbirtokosságok két világháború közötti történetéről szóló értekezésével. 1955-től Segesváron, Gyimesközéplokon, Gyimesfelsőlokon, 1961-től Csíkszeredában tanított. A helyi Múzeumi Közleményekben 1957 óta feldolgozta szülőföldjének hagyományait. A Hargita munkatársa, tanulmányait a Korunk, A Hét is közölte. Iskolája alapításának 300. évfordulójára szerkesztette A csíkszeredai líceum monográfiája, 1668-1968 c. kiadványt. Helytörténeti összeállítása: Bibliográfiai adatok Csíkszereda történetéhez (János Pál bevezetőjével, Csíkszereda, 1972).
Az 1980-as években Svédországba emigrált. 1993-ban budapesti Európa és a bukaresti Kriterion gondozásában jelent meg Antal Imre: Gyímesi krónika c. kötete, 1998-ban Idegenben című kötete jelent meg, mely a Svédországban élő magyar szórványról nyújt beszámolót. Svédországban írta Élő történelem c. könyvét is (Csíkszereda, 2000). Történelmi események Gyímes vidékén a régmúlttól napjainkig c. tanulmánykötete 2005-ben jelent meg Csíkszeredában. Mindennapi történelmünk : Naplójegyzetek : 1987–2003 című önéletírását 2006-ban adták ki szintén Csíkszeredában.

## Művei
- Monografia liceului din Miercurea-Ciuc. 1668-1968 (A csikszeredai líceum monográfiája); többekkel; s.n., Csíkszereda, 1968
- Bibliográfiai adatok Csíkszereda történetéhez; összeáll. Antal Imre; Csíkszeredai Múzeum, Csíkszereda, 1972
- Gyimesi krónika; Európa–Kriterion, Bp.–Bukarest, 1992
- "Tisztesség adassék". Lapok a Csíkszeredai Római Katolikus Főgimnázium történetéből; Pallas-Akadémia, Csíkszereda, 1994
- Idegenben. Jegyzetek a svédországi magyar szórványról; Pallas-Akadémia, Csíkszereda, 1998
- Emlékkönyv a svédországi Petőfi Magyar Egyesület tizenötéves jubileumára. 1986-2000; Pallas-Akadémia, Csíkszereda, 1999
- Élő történelem. Tanulmányok; Pallas-Akadémia, Csíkszereda, 2000 (Bibliotheca Transsylvanica)
- Európai útijegyzetek; Pallas-Akadémia, Csíkszereda, 2002
- Történelmi események Gyimes vidékén a régmúlttól napjainkig; Pallas-Akadémia, Csíkszereda, 2005
- Mindennapi történelmünk. Naplójegyzetek 1987-2003; Pallas-Akadémia, Csíkszereda, 2006